# Zuru
Zuru é uma Área de governo local no Kebbi (estado), Nigéria. Sua sede está na vila de Zuru. É também a sede do Emirado de Zuru. O Emirado compreende quatro áreas de governo local, a saber: Danko-Wasagu, Fakai, Sakaba e Zuru.
Tem uma área de 653 km² e uma população de 165,335 no recenseamento de 2006.
O código postal da área é 872.